# Tony Attwood
Pour les articles homonymes, voir Attwood.
Tony Attwood, né le 9 février 1952 à Birmingham, est un psychologue britannique spécialiste du syndrome d'Asperger et de l'autisme à haut niveau de fonctionnement.

## Biographie
Il est diplômé en psychologie par l'université de Londres (PhD) où il est élève d'Uta Frith, en psychologie clinique par l'université de Surrey (M.A.), et à titre honorifique par l'université de Hull.
Tony Attwood a mis trente ans à réaliser que son propre fils, Will Attwood, était autiste. Il s'en est rendu compte en revoyant des vidéos de l'enfance de Will, le montrant à l'âge de quatre ans, semblant vivre dans un monde à part, sans répondre aux tentatives d'interaction de son père. Will Attwood a ensuite, dès l'adolescence, souffert d'addictions, ce qui l'a conduit à plusieurs séjours en prison. Ce n'est qu'à l'âge adulte qu'un diagnostic formel de syndrome d'Asperger a été posé, lui apportant un soulagement et une meilleure compréhension de son parcours. Il a ensuite écrit un livre intitulé Asperger's Syndrome and Jail, dans lequel il partage son expérience du système carcéral en tant que personne autiste, et milite pour une meilleure prise en compte des troubles du spectre autistique dans les institutions pénales. Ceci a renforcé l'engagement de Tony Attwood à promouvoir une vision positive de l'autisme, qu'il considère comme une forme de neurodiversité porteuse de talents uniques. Il insiste sur l'importance de diagnostiquer précocement les enfants autistes afin de leur offrir des outils adaptés pour gérer leurs émotions et éviter les dérives liées à l'exclusion sociale.
Tony Attwood vit en Australie, où il dirige, à Brisbane, un établissement (baptisé Asperger's Syndrome Clinic), ouvert en 1992 et devenu un centre de référence pour les familles et les professionnels du monde entier) où il s'occupe de personnes avec syndrome d'Asperger.
Auteur de nombreuses publications sur le spectre autistique en général et sur le syndrome d'Asperger en particulier, il s'est surtout fait connaître du grand public concerné par son livre publié en 1998, intitulé Asperger's Syndrome: A Guide for Parents and Professionals, traduit en français : Le syndrome d'Asperger et l'autisme de haut niveau. Mais il est également professeur associé à l'université Griffith, où il a mené de nombreuses recherches sur :
- la thérapie cognitivo-comportementale adaptée aux enfants autistes ;
- la gestion de l'anxiété et de la colère chez les personnes avec syndrome d'Asperger ;
- le développement de nouveaux outils de psychométrie permettant de mieux cerner les particularités cognitives et émotionnelles des enfants autistes. Il a notamment, en 2013, publié l'« Australian Scale for Autism Spectrum Conditions » (ASASC), un test établissement un profil sociocognitif pour des enfants et adolescents présentant des TSA basé sur 44 questions auxquelles on peut généralement répondre en 10 mn ; face aux débats persistants sur les caractéristiques sociocognitives liées aux TSA, cette échelle vise à fournir une mesure fiable et multidimensionnelle des symptômes, de manière à ensuite faciliter l'adaptation des interventions aux besoins spécifiques de chaque enfant[5]. Son étude de validation a impliqué 322 parents d'enfants diagnostiqués avec un trouble autistique (76 cas), un syndrome d'Asperger (188 cas), ou un trouble envahissant du développement non spécifié (21 cas+), ainsi qu'un groupe clinique de 37 enfants présentant des traits subcliniques sans diagnostic formel. Les questionnaires, administrés en ligne, incluaient une échelle évaluant huit dimensions potentielles des TSA ; un outil de dépistage associé ; et deux questionnaires validés sur les compétences sociales. 
L'outil ASASC a démontré une bonne fiabilité test–retest ainsi qu'une validité convergente et divergente satisfaisante. L'analyse factorielle a conduit à retenir cinq dimensions cohérentes et fiables des TSA :

1. difficulté de compréhension et d'expression des émotions ;
2. l'orientation vers les faits ;
3. l'hyper- ou hypo-sensibilité sensorielle ;
4. une difficulté de communication sociale ;
5. une rigidité comportementale.

Ce test est conçu pour donner un profil symptômes plutôt qu'un diagnostic ; il peut aider les cliniciens à adapter les interventions aux profils individuels et à mesurer l’évolution clinique. Et ses dimensions se sont avérées correspondre aux deux domaines diagnostiques définis par le DSM-5. Les facteurs « orientation vers les faits », « sensibilité sensorielle » et « rigidité » recoupent les critères de comportements restreints et répétitifs duDSM-5, tandis que les facteurs « communication sociale » et « compréhension et expression des émotions » s’alignent sur les déficits de réciprocité socio-émotionnelle.

## Attwood & Garnett Events
Atwood a cofondé Attwood & Garnett Events avec la psychologue clinicienne Michelle Garnett (elle-même diagnostiquée tardivement à la fois autiste et TDAH) : une organisation spécialisée dans la formation, la sensibilisation et le soutien autour du sujet de l'autisme ; en particulier pour le syndrome d'Asperger et les profils dits AuDHD (autiste + TDAH), qui propose des formations professionnelles (cours en ligne) et non professionnelles, des conférences, des webinaires et des ressources cliniques en matière de diagnostic, de soutien émotionnel, d'identité autistique, ainsi que sur le burnout autistique, et le syndrome d'évitement pathologique des demandes, etc. pour les parents, enseignants, thérapeutes et personnes concernées. Il promeut une approche « neuroaffirmative » de l'autisme, centrée sur les forces et les besoins spécifiques des personnes autistes. En 2025, Attwood et Garnett ont plus de 16 livres sur le sujet de l'autisme à leur actif) et le centre revendique avoir formé ou sensibilisé plus de 100 000 personnes dans le monde ; il publie une Newsletter hebdomadaire, ainsi qu'un blog éducatif.

### Livres
- (en) 1997, avec Philippa Attwood, Dyslexia Screening and Assessment with Profiles and Options, Multi-Sensory Learning Ltd  (ISBN 978-1860833786)
- (en) 1997, Asperger's Syndrome: A Guide for Parents and Professionals, préface Lorna Wing. Londres, Jessica Kingsley Publishers  (ISBN 978-1853025778).
  - traduction 2003 Le syndrome d'Asperger et l'autisme de haut niveau (préf. Bernadette Rogé ; trad. Isabelle Virol).  (ISBN 978-2100079186)
  - traduction 2014 Le syndrome d'asperger et l'autisme de haut niveau : Approche comportementaliste (trad. de l'anglais par Isabelle Virol), Dunod, 2014, 182 p. (ISBN 978-2-10-071012-6 et 2-10-071012-5)
- (en) 2004, Exploring Feelings, Future Horizons  (ISBN 978-1932565218)
  - traduction 2017 Explorer les sentiments : thérapie comportementale cognitive pour la gestion de l'anxiété, Autisme France diffusion,  (ISBN 978-2-917150-38-2)
- (en) 2006, The Complete Guide to Asperger's Syndrome, Londres, Jessica Kingsley Publishers, édition illustrée 2006  (ISBN 1-84310-495-4), et réédit. 2008  (ISBN 978-1843106692).
  - traduction 2008  Le Syndrome d'Asperger : guide complet, trad. Josef Schovanec; préf. Elaine Hardiman-Taveau et Cécile Veasna Malterre, De Boeck,  (ISBN 978-2804153335), réédit. 2010  (ISBN 978-2-8041-6269-6) et 2018  (ISBN 978-2-8041-6269-6)
- (en) 2006, avec Temple Grandin et Teresa Bolick, Asperger's and Girls  (ISBN 978-1932565409)
  - version révisée 2019 (en) Autism and Girls (avec Temple Grandin, Teresa Bolick, Michelle Garnett, Catherine Faherty,  Sheila Wagner,  Lisa Iland, Mary Wrobel, Jennifer McIlwee Meyers, Ruth Snyde), Future Horizons Incorporated, 2019, 2e éd., 150 p. (ISBN 4294053860)
- 2016, (en) Exploring Depression and Beating the Blues : A CBT Self-Help Guide to Understanding and Coping with Depression in Asperger's Syndrom (ASD-Level 1) (avec Michelle Garnett), Jessica Kingsley Publishers, 2016, 272 p. (ISBN 1849055025)
  - 2020, traduction française Asperger : comment vaincre coups de blues et dépression ? (trad. Françoise Forin-Mateos, avec Michelle Garnett), De Boeck Supérieur, 2016, 270 p. (ISBN 2807328776, lire en ligne)

### Préfaces
- Isabelle Hénault, Sexualité et syndrome d'Asperger : Éducation sexuelle et intervention auprès de la personne autiste  (ISBN 978-2804148874)
- Luke Jackson, Excentriques, phénomènes et syndrome d'Asperger - Un guide pour l'adolescent  (ISBN 978-2917150009)
- (en) Katrin Bentley, Alone Together: Making an Asperger Marriage Work  (ISBN 978-1843105374)

### Publications
- (en) Sofronoff K, Attwood T, Hinton S, Levin I. « A Randomized Controlled Trial of a Cognitive Behavioural Intervention for Anger Management in Children Diagnosed with Asperger Syndrome » Autism Dev Disord. 2006 Nov 3. PMID 17082978
- (en) Sofronoff K, Attwood T, Hinton S. « A randomised controlled trial of a CBT intervention for anxiety in children with Asperger syndrome » J Child Psychol Psychiatry. 2005 Nov;46(11):1152-60. PMID 16238662
- (en) Attwood T. « Frameworks for behavioral interventions » Child Adolesc Psychiatr Clin N Am. 2003 Jan;12(1):65-86. PMID 12512399